# Делени (Погачауа)
Делени (рум. Deleni) насеље је у Румунији у округу Муреш у општини Погачауа. Oпштина се налази на надморској висини од 328 m.

## Становништво
Према подацима из 2002. године у насељу је живело 101 становника, од којих су сви румунске националности.